# 佐伯清岑
佐伯 清岑（さえき の きよみね）は、平安時代初期の貴族。従五位下・佐伯人麻呂の子。官位は正四位下・常陸守。

## 経歴
桓武朝末の延暦24年（805年）従五位下に叙爵し、翌大同元年（806年）但馬介に任ぜられる。
嵯峨朝の弘仁2年（811年）陸奥守を務めていたが、陸奥出羽按察使・文室綿麻呂と共に、蝦夷の2村（爾薩体・幣伊）を征討することを上奏し、許されている（この時の位階は従五位上）。弘仁3年（812年）正五位下、翌弘仁4年（813年）右少弁に叙任される。弘仁10年（819年）従四位下、弘仁13年（822年）従四位上、天長元年（824年）正四位下と嵯峨朝末から淳和朝初頭にかけて順調に昇進した。
またこの間に地方官として上野守・常陸守を務めたが、上野守の際に加挙（公出挙で各国ごとに定めた貸し出す稲の額（例挙）以上の出挙）を行うが、国内に未納が多く発生し、民は納めることができない租税に苦しんだ。常陸守でも同様に加挙を行うが、やはり民はこれに苦しみ、地方官としての名声を得ることはできなかった。結局下僚の国司による朝廷への告発により、加挙は停止させられた。天長年間初頭に常陸守の任期を終えて帰京した後、天長4年（827年）4月26日に豊嶋の別邸で卒去。享年65。最終官位は散位正四位下。

## 人物
穏やかな、温かみのある顔つきで、他人に対して怒りの感情を見せることがなかったが、一方で硬軟取り混ぜて適切に処理すること非常に苦手であった。清廉さは仰ぎ見て賞賛すべきほどであり、遠方まで朝廷の政化を進め、地方官として悪い評判が立つことがなかった。

## 官歴
『日本後紀』による。
- 延暦24年（805年） 日付不詳：従五位下
- 大同元年（806年） 正月28日：但馬介
- 時期不詳：従五位上
- 弘仁2年（811年） 3月20日：見陸奥守
- 弘仁3年（812年） 正月7日：正五位下
- 弘仁4年（813年） 正月25日：右少弁
- 時期不詳：上野守
- 弘仁10年（819年） 正月7日：従四位下
- 時期不詳：常陸守
- 弘仁13年（822年） 正月7日：従四位上
- 天長元年（824年） 6月28日：正四位下
- 天長4年（827年） 4月26日：卒去（散位正四位下）

## 系譜
- 父：佐伯人麻呂[1]
- 母：不詳